# Distretto municipale di Amenfi Ovest
Il distretto municipale di Amenfi Ovest (ufficialmente Amenfi West Municipal District, in inglese) è un distretto della Regione Occidentale del Ghana.
In passato era chiamato distretto municipale di Wassa Amenfi Ovest.